# Тяньцзинь Пайонирс
«Тяньцзинь Пайонирс» (кит. упр. 天津荣钢先行者, англ. Tianjin Pioneers) — китайский баскетбольный клуб, выступающий в Северном дивизионе Китайской баскетбольной ассоциации (КБА). Представляет город Тяньцзинь, КНР.

## История
Один из «молодых» клубов Китайской баскетбольной ассоциации, был основан в 2007 году. Ранее носил названия БК «Тяньцзинь» и БК «Хэбэй» (ранее город центрального подчинения Тяньцзинь входил в состав провинции Хэбэй). В дебютном сезоне стал чемпионом Национальной баскетбольной лиги и в следующем сезоне смог перейти в КБА (Северный дивизион).

## Известные игроки
- Себастьян Телфэйр (2013—2014)
- Шелден Уильямс (2013—2015)
- Джейсон Максиелл (2015—2016)
- Джордан Кроуфорд (2015—2016)
- Тэйлор Рочести (2018—н. в.)